# طواف ألبترا 2015
طواف ألبترا 2015 (بالإنجليزية: 2015 Tour of Alberta)‏ هو سباق دراجات هوائية أقيم بتاريخ 2 سبتمبر 2015، تكون السباق من 6 مراحل وامتدّ لمسافة 862.4 كم بسرعة 42 كم/س، استغرق السباق 20 ساعة 20 دقيقة 28 دقيقة دقيقة. فاز به الهولندي باوك موليما وحلّ ثانيا البريطاني آدم ييتس بينما حصل على المركز الثالث الهولندي توم جيلتا سلاتر.

## الترتيب
| م                     | الدرّاج          | البلد           | الزمن                           |
| --------------------- | --------------- | --------------- | ------------------------------- |
| الفائز بالترتيب العام | باوك موليما     | هولندا          | 20 ساعة 20 دقيقة 28 دقيقة دقيقة |
| الثاني                | آدم ييتس        | المملكة المتحدة |                                 |
| الثالث                | توم جيلتا سلاتر | هولندا          |                                 |
| حسب النقاط            | مايكل ماثيوز    | أستراليا        | -                               |
| أفضل شاب              | آدم ييتس        | بريطانيا العظمى | -                               |

## روابط خارجية
- طواف ألبترا 2015 على موقع إحصائيات الدراجات الإحترافية (الإنجليزية)